# Erythromma humerale
Erythromma humerale là một loài chuồn chuồn kim trong họ Coenagrionidae.
Erythromma humerale được Selys miêu tả khoa học năm 1887.